# Storstadsnätter
Storstadsnätter är en tysk-fransk dramafilm från 1932 i regi av Fedor Ozep. Filmen samproducerades av det franska bolaget Pathé-Natan Cinéma och tyska Terra Film, och Ozep kom 1933 också att spela in en helt fransk version av filmen med titeln Mirages de Paris. Filmen som hade svensk premiär i februari 1933 inspirerade den svenske regissören Gösta Rodin till att spela in Djurgårdsnätter.

## Handling
Den unga Madeleine Duchanef rymmer från sin internatskola för att förverkliga sina skådespelardrömmar i Paris. Men verkligheten när hon kommer dit visar sig vara en annan än hon i sin naivitet tänkt sig. För att lyckas får hon veta, krävs antingen pengar eller en sensation.

## Rollista
- Dolly Haas - Madeleine Duchanef
- Ivan Koval-Samborsky - François, statist
- Trude Berliner - Juliette
- Gertrud Wolle - pensionatsföreståndare
- Erik Wirl - Armand Tonnère
- Fritz Kampers - Bankroft
- Hans Deppe - José
- Wilhelm Diegelmann
- Julius Falkenstein
- Paul Heidemann
- Inge Meysel